# Bunchosia sonorensis
Bunchosia sonorensis är en tvåhjärtbladig växtart som beskrevs av Joseph Nelson Rose. Bunchosia sonorensis ingår i släktet Bunchosia och familjen Malpighiaceae. Inga underarter finns listade i Catalogue of Life.